# Beaconsfield (Iowa)
Pour les articles homonymes, voir Beaconsfield (homonymie).
Beaconsfield est une ville du comté de Ringgold, en Iowa, aux États-Unis. Elle est fondée en 1881 et incorporée le 18 janvier 1990.

## Source de la traduction
- (en) Cet article est partiellement ou en totalité issu de l’article de Wikipédia en anglais intitulé « Beaconsfield, Iowa » (voir la liste des auteurs).